# 内蒙古体育馆站
内蒙古体育馆站（蒙古语：ᠥᠪᠥᠷ ᠮᠣᠩᠭᠣᠯ ᠤᠨ ᠲᠠᠮᠢᠷ ᠤᠨ ᠣᠷᠳᠣᠨ）是呼和浩特地铁2号线的地铁车站，位于中华人民共和国内蒙古自治区呼和浩特市新城区呼伦贝尔北路街道与海拉尔东路街道交界成吉思汗大街与体育馆东巷交叉口地下，2020年10月1日開通运营。

## 车站结构
内蒙古体育馆站位于成吉思汗大街与体育馆东巷交叉口，沿成吉思汗大街呈东西向布置，长468.1米，标准段宽度19.7米，为地下两层岛式车站。
| 地面              | 出入口 | A-D出入口 |
| 地下一层          | 站厅   | 客服中心、自动售票机、验票机                                                                                                |
| 地下二层          | 站台层 | \| \| \| █ 2号线往阿尔山路（呼和浩特体育场） \| \| 島式 · 開左邊车门 \| \| \| \| \| \| █ 2号线往塔利东路（成吉思汗广场） \| |
|                   |        | █ 2号线往阿尔山路（呼和浩特体育场）                                                                                         |
| 島式 · 開左邊车门 |        | |
|                   |        | █ 2号线往塔利东路（成吉思汗广场）                                                                                           |

## 车站出口
内蒙古体育馆站共设4个出口，各出口及周围设施如下所示：
| 出口编号            | 照片 | 地点                 | 可到达目的地 |
| ------------------- | ---- | -------------------- | ------------ |
| A · 出口            |      | 成吉思汗东街（北侧） | 新城区政府   |
| B · 出口            |      | 成吉思汗东街（南侧） | 日新大厦     |
| C · 出口            |      | 成吉思汗大街（南侧） | 内蒙古体育馆 |
| D · 出口 · （设有） |      | 成吉思汗大街（北侧） |              |
| 图例： 设有         |      |                      |              |

## 接驳交通

### 公交车
- 新城区政府：75路、76路、108路、K7路

## 历史
- 2018年7月17日，车站主体结构封顶[4]。
- 2020年10月1日，本站随2号线通车一同开通[1]。